# Jonathan Stack
Jonathan Stack (* 2. Juni 1957 in New York City) ist ein US-amerikanischer Dokumentarfilmer. Er ist Gründer des World Vasectomy Day.

## Leben
Jonathan Stack wurde am 2. Juni 1957 in New York City geboren. Er studierte an der University of Massachusetts Amherst und machte dort seinen Abschluss 1979. Er ist geschieden und hat drei Kinder.
Außerdem ließ Stack sich vasektorieren. Von seinen eigenen Erfahrung begeistert, gründete Stack den World Vasectomy Day, um andere Männer von diesem Schritt zu überzeugen. So drehte er für dieses Anliegen z. B. die Dokumentation The Vasectomist, die den Mitgründer des World Vascetimy Day Dr. Doug Stein auf seinen Reisen durch die Welt begleitet.

## Karriere
Jonathan Stack gründete 1991 Gabriel Films, ein unabhängiges Dokumentationsfilmstudio, bei dem er die meisten seiner Filme produzierte.
Stack startete seine Karriere als Co-Produzent der Dokumentation Damned in the U.S.A. Regie führte bei dieser Dokumentation, welche auf dem britischen Channel 4 ausgestrahlt wurde, Paul Yule. Die Dokumentation wurde zu einem Riesenerfolg und gewann bei der 19. International-Emmy-Award-Verleihung den Emmy in der Kategorie beste Kunstdokumentation. Sein Regiedebüt gab Stack 1995 bei der Dokumentation Harlem Diary: Nine Voices of Resilience, welche über das Aufwachsen von neun Afroamerikanern in dem New Yorker Stadtteil informiert.
1998 erlangte Stack Bekanntheit durch ein Interview mit David Miscavige, einem hohen Vertreter von Scientology, der sonst nur sehr selten Interviews gab. Neben Miscavige interviewte Stack noch weitere hochrangige Scientologen für die Folge Inside Scientology der A&E Network-Serie Investigative Reports.
Im selben Jahr führte Stack gemeinsam mit Liz Garbus und dem Gefangenen Wilbert Rideau die Regie bei der Dokumentation Die Farm, in der über das Leben Rideaus und weiterer Gefangener im Hochsicherheitsgefängnis Louisiana State Penitentiary, welches den Spitznamen Angola hat, worauf sich der Originaltitel bezieht, berichtet. Die von Stack und Garbus produzierte Dokumentation wurde zu einem großen Erfolg, so wurde Stack nach der Ausstrahlung auf A&E Network gemeinsam mit Garbus, dem ausführende Produzent Michael Cascio und dem supervising producer Gayle Gilman bei der 51. Primetime-Emmy-Verleihung in der Kategorie beste Dokumentation nominiert. Jedoch gewann Thug Life In D.C. und deren Produzenten. Auch bei der 71. Oscarverleihung wurde Stack diesmal nur mit Garbus für diesen Film in der Kategorie Bester Dokumentarfilm nominiert. Doch schon wieder musste sich Stack geschlagen geben, da Die letzten Tage von Kenneth Lipper und James Moll gewannen.
Bereits ein Jahr später erschien der Dokumentarkurzfilm The Wildest Show in the South: The Angola Prison Rodeo von Regisseur Simeon Soffer, den Stack produzierte, als Nachfolger von Die Farm. In diesem Film wird vor allem das mehrmals im Jahr stattfindende Rodeo im Louisiana State Penitentiary beleuchtet. Ebenfalls wie sein Vorgänger Die Farm wurde der Film sehr gelobt und erhielt bei der Oscarverleihung 2000 eine Nominierung in der Kategorie bester Dokumentar-Kurzfilm für Soffer und Stack. Auch dieses Mal durfte Stack die begehrte Trophäe nicht mit nach Hause nehmen, da King Gimp von Susan Hannah Hadary und William A. Whiteford den Oscar gewann.
Für seine Arbeit zu der Fernsehdokumentation Liberia: An Uncivil War wurde Stack bei der 26. News & Documentary-Emmy-Verleihung in der Kategorie hervorragende fortlaufende Berichterstattung über eine Nachricht (Langform) und in der Kategorie hervorragende Einzelleistung in einem Handwerk (Kamera) nominiert. Auch bei der nächsten News & Documentary-Emmy-Verleihung war Stack wieder nominiert, diesmal in der Kategorie beste Dokumentation für die Folge Dope Sick Love der Fernsehserie America Undercover. Jedoch gewann die Oscar-ausgezeichnete Dokumentation Im Bordell geboren – Kinder im Rotlichtviertel von Kalkutta von Zana Briski.
Sein Drehbuchdebüt gab Stack 2008, als er für die MSNBC-Serie Lockup zu der Folge Inside Angola, welche wieder über das Louisiana State Penitentiary handelte, das Drehbuch schrieb. 2009 erschien die Dokumentation die Fortsetzung von Die Farm, bei der die noch lebenden Gefangenen 10 Jahre nach Die Farm noch einmal zu Wort kamen.

## Filmografie (Auswahl)
- 1992: Damned in the U.S.A. (Dokumentation, Co-Produzent)
- 1995: Harlem Diary: Nine Voices of Resilience (Dokumentation, Produzent und Regie)
- 1998–2001: Investigative Reports (Fernsehserie, 2 Episoden, (ausführender) Produzent)
- 1998: Die Farm (The Farm: Angola, USA, Dokumentation, Produzent und Regie)
- 1999: The Wildest Show in the South: The Angola Prison Rodeo (Dokumentarkurzfilm, Produzent)
- 2004: Liberia: An Uncivil War (Dokumentation, Produzent und Regie)
- 2005: America Undercover (Fernsehserie, Episode Dope Sick Love, stellvertretender ausführender Produzent)
- 2008: Lockup (Fernsehserie, Episode Inside Angola, Drehbuch, Produzent und Regie)
- 2009: The Farm: 10 Down (Dokumentation, Drehbuch, Produzent und Regie)

## Auszeichnungen (Auswahl)
Oscar:
- 1999: Nominierung in der Kategorie Bester Dokumentarfilm gemeinsam mit Liz Garbus für Die Farm
- 2000: Nominierung in der Kategorie Bester Dokumentar-Kurzfilm gemeinsam mit Simeon Soffer für The Wildest Show in the South: The Angola Prison Rodeo

Primetime-Emmy-Award:
- 1999: Nominierung in der Kategorie Beste Dokumentation gemeinsam mit Liz Garbus, Michael Cascio und Gayle Gilman für Die Farm

International Emmy Award:
- 1991: Emmy in der Kategorie Beste Kunstdokumentation für Damned in the U.S.A.

News & Documentary Emmy Award:
- 2005: Nominierung in der Kategorie Hervorragende fortlaufende Berichterstattung über eine Nachricht (Langform) gemeinsam mit Vivian Schiller, Bill Smee und James Brabazon für Liberia: An Uncivil War
- 2005: Nominierung in der Kategorie Hervorragende Einzelleistung in einem Handwerk (Kamera) gemeinsam mit Axel Baumann, James Brabazon, Tim Hetherington, Q. Sakamaki, B.J. Uray und Jimmy Wessehtues für Liberia: An Uncivil War
- 2006: Nominierung in der Kategorie Beste Dokumentation gemeinsam mit Felice Conte, Sheila Nevins, Jon Alpert, Lisa Heller, Brent Renaud und Craig Renaud für die Folge Dope Sick Love der Serie America Undercover